# Licinius

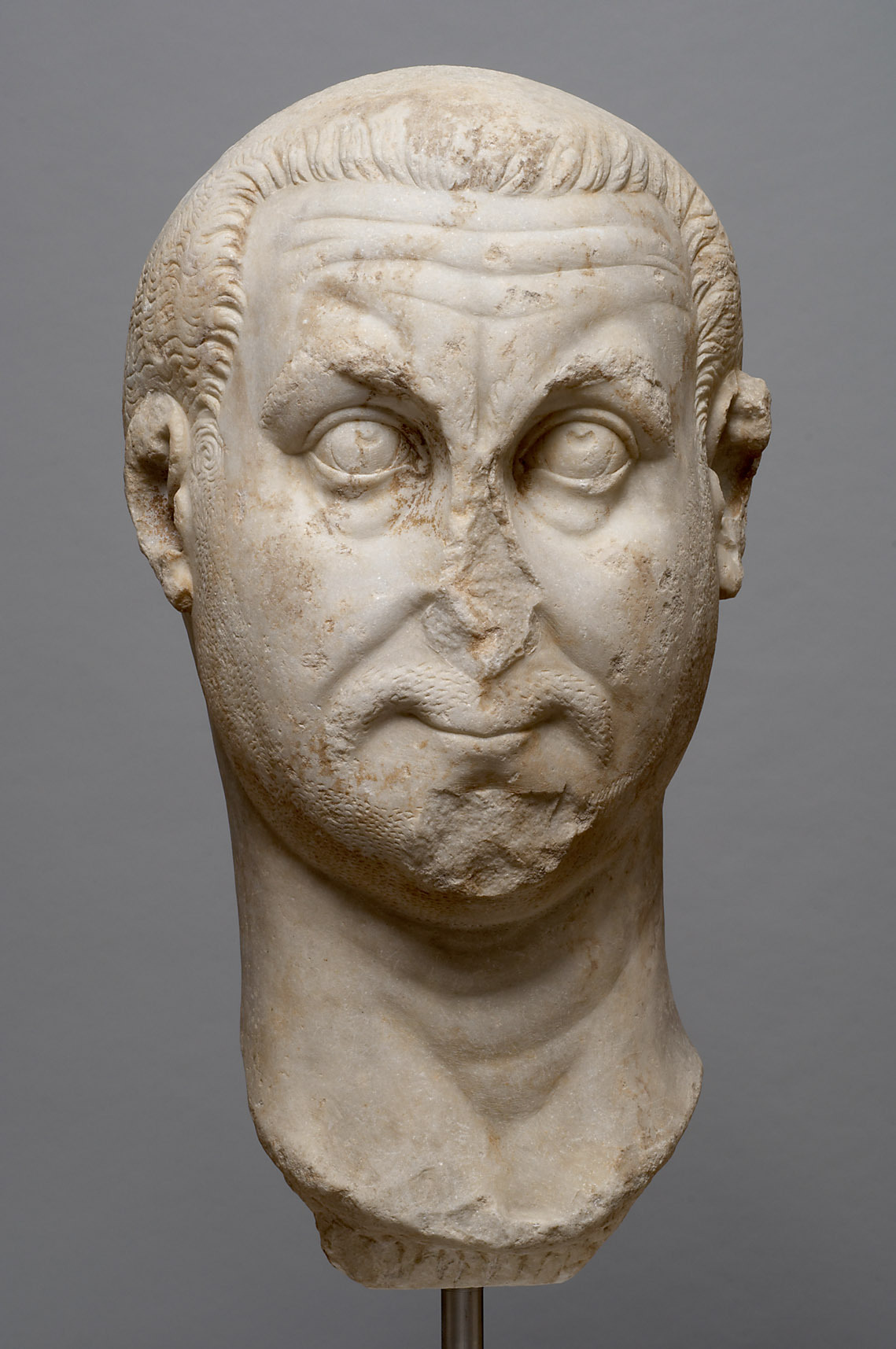
Büste des Licinius aus dem Theater von Ephesos, heute Kunsthistorisches Museum Wien: „Das Bildnis mit nach Soldatenart kurz geschnittenem Haar und Bart, großen vorquellenden Augen und wie zu einer Grimasse verzogenem Mund stammt wahrscheinlich von einer Panzerstatue mit einer rekonstruierten Gesamthöhe von fünf Metern.“

Licinius (vollständiger Name Licinianus Licinius, als Adoptivsohn Diocletians Valerius Licinianus Licinius; * um 265; † 325) war von 308 bis 324 römischer Kaiser.
Licinius’ Herrschaftszeit fällt in die Zeit der Bürgerkriege, in denen das von Diokletian geschaffene Mehrkaisersystem (Tetrarchie) unterging. Licinius wurde im Jahr 308 von Diokletian zunächst zum Augustus im Westen ernannt, um ein Gegengewicht zu den Thronansprüchen von Konstantin I. und Maxentius zu schaffen. Ab 313 herrschte er nach dem Tod von Maximinus Daia über den gesamten Osten des Reiches, bis er im Jahr 324 von Konstantin I. geschlagen und abgesetzt wurde.

## Leben
Licinius war angeblich bäuerlicher Herkunft, seine Familie stammte aus Dakien. Er wurde um 265 geboren und diente als Offizier im römischen Heer. Er begleitete 297 seinen Freund, den Caesar Galerius, auf dessen Feldzug gegen das Sassanidenreich (siehe Römisch-Persische Kriege). Der Feldzug verlief erfolgreich, die Sassaniden mussten 298 im Frieden von Nisibis mehrere Provinzen östlich des Tigris an die Römer abtreten. Auf den Abtritt des Kaisers Diokletian 305 folgte eine Zeit des Machtkampfes, in dem das von Diokletian geschaffene System der Tetrarchie (Viererherrschaft) unterging (siehe Auflösung der römischen Tetrarchie). Nachdem Kampagnen des Westkaisers Severus und des mittlerweile zum senior Augustus avancierten Galerius gegen den Usurpator Maxentius diesen nicht zum Einlenken gebracht hatten, begab sich Licinius 307 als Botschafter nach Rom, wo Maxentius residierte. Auch er scheiterte jedoch, da sich Maxentius nicht der Autorität des Galerius beugen wollte.

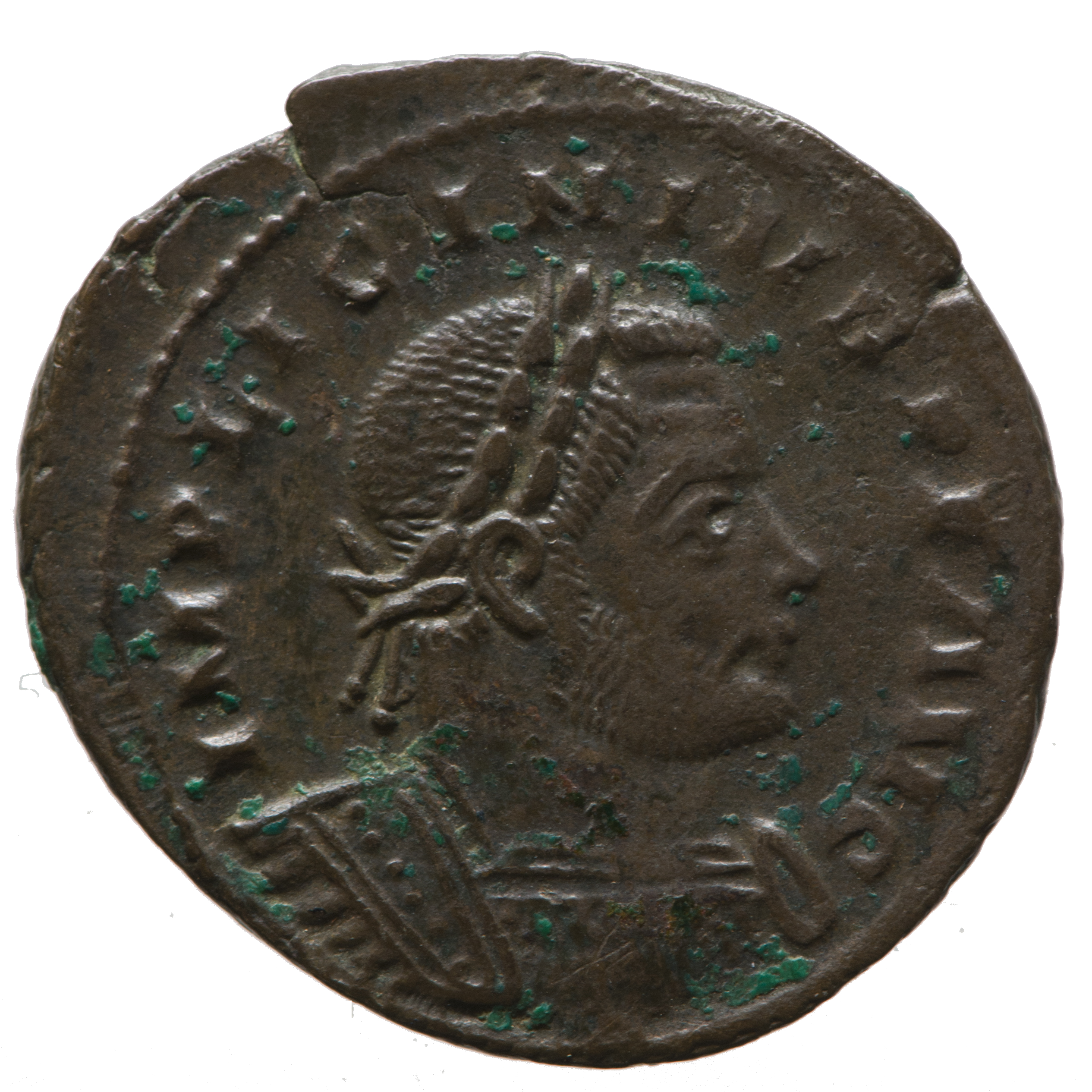
Münzporträt des Licinius

Nach dem Tod des Severus, der von Maxentius gefangen genommen worden war, wurde Licinius im November 308 auf der Kaiserkonferenz von Carnuntum zum Augustus des Westens ernannt und mit der Herrschaft über Thrakien, Illyrien und Pannonien betraut. Er gab den Kampf gegen Maxentius auf und wandte sich stattdessen gegen die Sarmaten, die er noch vor 310 besiegte. Nach dem Tod des Galerius im Mai 311 teilte Licinius sich die östliche Reichshälfte zunächst mit Maximinus Daia. Der Balkan und die Donauprovinzen wurden von Licinius selbst verwaltet, die Gebiete östlich des Hellesponts und des Bosporus (Kleinasien, Syrien, Ägypten) fielen an Maximinus Daia.
Im März 313 heiratete Licinius in Mediolanum (Mailand) Constantia, eine Halbschwester Konstantins des Großen, mit dem er ein strategisches Bündnis einging. In Mailand schlossen beide Kaiser auch die sogenannte Mailänder Vereinbarung (oft nicht korrekt als Toleranzedikt bezeichnet). Damit wurde den Christen ebenso wie allen anderen Religionen im ganzen Reich Kultfreiheit zugesichert. Am 30. April besiegte er bei Herakleia Pontike seinen Mitkaiser und Rivalen Maximinus Daia und brachte so den gesamten Osten des Reiches unter seine Kontrolle. Im Westen regierte sein Schwager Konstantin, der Ende 312 seinen Rivalen Maxentius besiegt hatte.

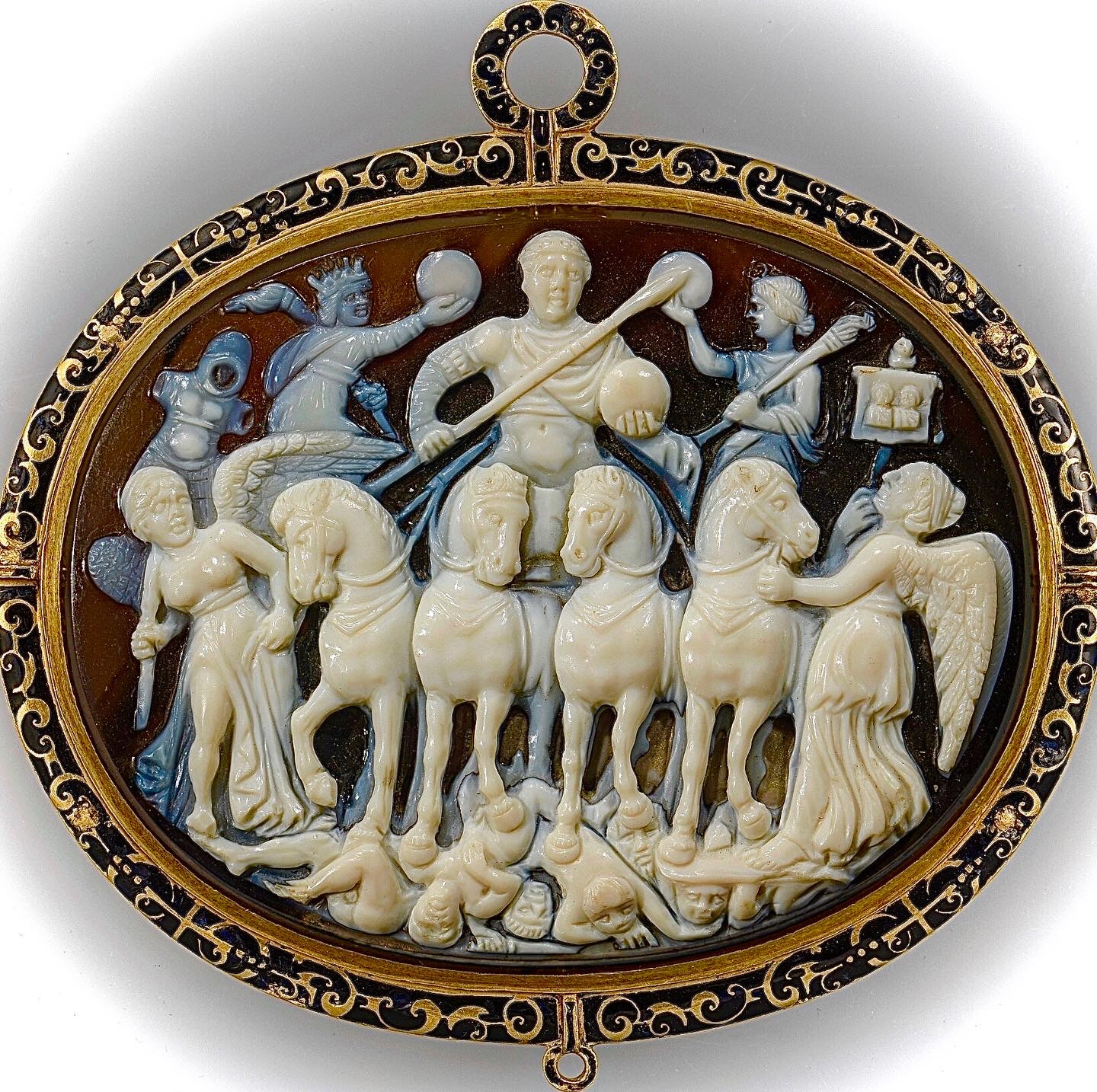
Triumph-Kamee des Licinius auf der Quadriga, 308 n. Chr.

Konstantin und Licinius zerstritten sich, als Konstantin seinen Schwager Bassianus eigenmächtig zum Mitregenten über Italien einsetzen wollte und in diesem Zusammenhang Anspruch auf von Licinius regierte Gebiete erhob, in die er seine Truppen einmarschieren ließ. Als seine Aktivitäten bekannt wurden, entbrannte ein Bürgerkrieg, in dem Licinius zweimal schwer geschlagen wurde – zum einen bei Cibalae in Pannonien am 8. Oktober 314 oder 316, zum anderen auf der Ebene von Mardia in Thrakien. Da es Licinius dennoch gelang, sich in eine günstige Verteidigungsposition zu bringen, musste sich Konstantin, dessen Heer ebenfalls schwere Verluste erlitten hatte, zunächst auf Verhandlungen einlassen. Der Friedensschluss im folgenden Dezember beließ Licinius Kleinasien, Syrien und Ägypten, er musste aber bis auf Thrakien alle europäischen Gebiete an Konstantin abgeben.

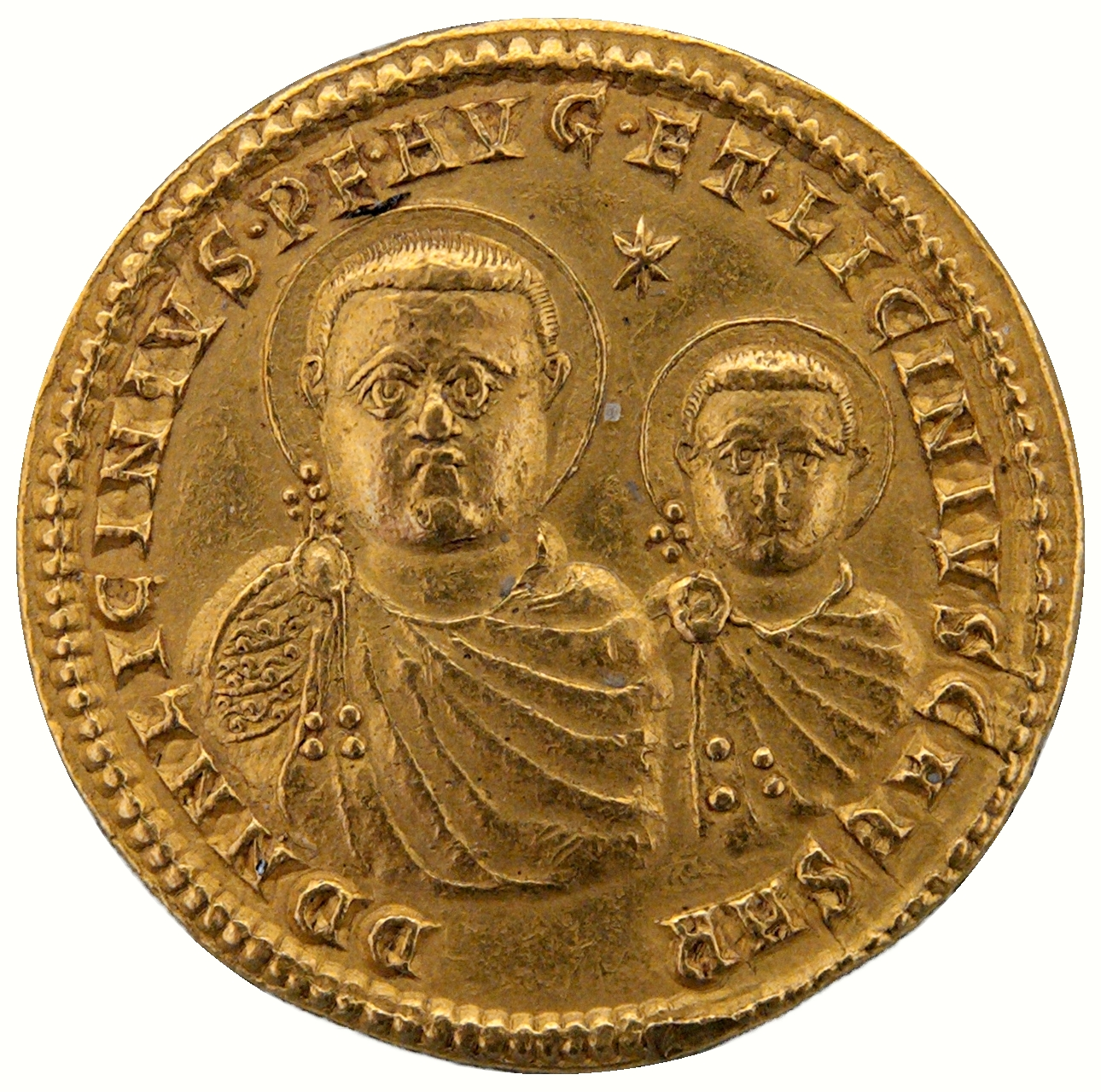
Goldmultiplum des Licinius mit seinem Sohn

Im Jahr 324 erklärte Konstantin ihm erneut den Krieg, diesmal aufgrund des „fortgeschrittenen Alters und der unpopulären Sitten“ seines Kollegen. Er schlug Licinius’ Armee am 3. Juli bei Adrianopel, worauf sich dieser nach Byzantion zurückziehen musste. Die Niederlage seiner Flotte gegen Crispus, Konstantins ältesten Sohn, führte zu seinem Rückzug nach Bithynien. In der entscheidenden Schlacht von Chrysopolis am 18. September 324 wurde Licinius, der kurz zuvor Martinianus zu seinem Mitkaiser (Augustus) ernannt hatte, endgültig besiegt. Licinius und sein Sohn, der seit 317 den Caesartitel führte, wurden in Thessaloniki interniert. Konstantin verpflichtete sich eidlich, sie zu schonen, doch er hielt sich nicht lange an diesen Schwur: Licinius wurde bereits im folgenden Jahr aufgrund einer angeblichen hochverräterischen Korrespondenz mit barbarischen Völkern hingerichtet, sein Sohn Licinius II. (315–326) starb etwas später.

## Historische Einordnung
In den Quellen aus konstantinischer Zeit wird Licinius eher negativ dargestellt. Bei Lactantius, der sein Werk vor dem Endkampf mit Konstantin verfasste, wird Licinius durchaus positiv dargestellt. Er betrieb zunächst eine tolerante Religionspolitik; als es später zum Konflikt mit Konstantin kam und sich offenbar viele Bischöfe auf dessen Seite stellten, griff Licinius aber mindestens teilweise zu harten Maßnahmen, wenngleich sich in den pro-konstantinischen Quellen (so vor allem Eusebius von Caesarea in der Vita Constantini) fraglos übertriebene Schilderungen finden. Ob Licinius wirklich ein Christenverfolger war, wird in der modernen Forschung teilweise bezweifelt. Der Konflikt mit Konstantin hatte primär machtpolitische Ursachen – während Licinius noch der Tradition des Mehrkaisertums verpflichtet war, strebte Konstantin nach der Alleinherrschaft im Imperium.